# Anton Trost
Anton Trost, slovenski pianist in glasbeni pedagog, * 13. junij 1889, Vodice pri Kamniku, † 24. februar 1973, Dunaj.
Klavir je študiral v Ljubljani in na Dunaju, poučeval pa je na ljubljanski Glasbeni matici in na Dunaju. Leta 1940 je postal prvi dekan (tedaj rektor) Akademije za glasbo v Ljubljani. Kot solist se je predstavil na številnih mednarodnih odrih. 